# August Alsina
August Anthony Alsina, Jr (Nova Orleães, 3 de setembro de 1992), mais conhecido apenas por August Alsina, é um cantor e compositor de R&B contemporâneo norte-americano que ficou famoso após o sucesso da música I Luv This Shit de seu primeiro álbum Testimony lançado em abril de 2014.  Assinou com a gravadora Def Jam Recordings, onde lançou seu primeiro EP  Downtown: Life Under the Gun em 2013 que emplacou o hit I Luv This Shit, em parceria com Trinidad James que chegou ao número 43 da Billboard Hot 100 e recebeu certificado de platina pela RIAA. Também teve uma versão remix com Chris Brown e Trey Songz. 
O segundo single "Ghetto"  do álbum com Rich Homie Quan foi lançada para rádio urbana contemporânea nos Estados Unidos em 9 de dezembro de 2013. Em 11 de fevereiro de 2014 foi lançado para download digital. Em 2 de dezembro de 2013, um vídeo da música foi lançado para "Numb", com B.o.B e Yo Gotti. Em 10 de dezembro de 2013, mas foi lançada como terceiro single do álbum. Em 15 de janeiro de 2014 do quarto single do álbum "Make It Home", com Jeezy foi lançado para download digital. Foi enviado para a rádio urbana contemporânea em 3 de março de 2014. Em 13 de fevereiro de 2014 a vídeo da música foi lançado para "Make It Home". O quinto single do álbum "Kissin 'On My Tattoos" foi lançado em 1 de abril de 2014. O sexto single do álbum  "No Love", foi lançado na Adult Urban Contemporary Radio nos Estados Unidos em 29 de julho de 2014. Foi eleito o artista revelação no BET Awards 2014, e selecionado para lista de calouros da revista XXL
Seu segundo albúm de estúdio This Thing Called Life, foi lançado em 11 de dezembro de 2015 e embora tenha tido menos sucesso comercialmente, recebeu elogios contínuos da crítica. Ele estreou na posição 14 na Billboard 200, com vendas na primeira semana de 41.000 cópias nos Estados Unidos.  O álbum foi apoiado por cinco singles; "Hip Hop", "Why I Do It" (com Lil Wayne ), "Song Cry", "Been Around the World" (com Chris Brown ) e "Dreamer".
Durante esse tempo, Alsina se apresentou notavelmente como convidado nos singles de sucesso do DJ Khaled " Hold You Down " em 2014 e " Do You Mind " em 2016.
Após um longo hiato e saída da Def Jam, ele lançou independentemente seu terceiro álbum, The Product III: State of Emergency em junho de 2020.

## Vida Pessoal

### Problemas de Saúde
Em 2015, o cantor revelou que estava ficando cego devido a uma doença ocular degenerativa.  Em 2017, o cantor revelou que sofre de uma doença autoimune grave que ataca seu fígado . Esta doença levou a vários incidentes, incluindo um colapso no palco em 2014  que o deixou em coma por três dias. 
Em 8 de julho de 2019, Alsina atualizou seu susto de saúde. Em um vídeo que ele postou no Instagram , o cantor explicou que foi hospitalizado após sofrer uma perda de mobilidade. "Estamos fazendo vários testes e eles estão dizendo que tenho alguns danos nos nervos acontecendo em todo o meu corpo".

### Relacionamentos
Em junho de 2020, Alsina, uma amiga do filho de Jada Pinkett Smith , disse que Alsina e Pinkett Smith tiveram um caso adúltero em 2016, quando ele tinha 23 anos e ela 44.  Ele também alegou que o caso aconteceu com a permissão do marido de Jada, Will Smith.  Um porta-voz de Pinkett Smith negou as alegações, dizendo que elas eram "absolutamente falsas".  No entanto, em 10 de julho de 2020, em um episódio de seu talk show Red Table Talk ao lado de seu marido, Pinkett Smith revelou que teve um relacionamento romântico com Alsina quatro anos e meio antes, quando ela e Will se separaram. Ela afirmou que "entrou em um tipo diferente de envolvimento com August", com Jada dizendo que Alsina "perceberia isso como permissão porque nós [ela e Will] fomos separados amigavelmente". Ela e Will eventualmente se reconciliaram depois que ela terminou com Alsina; ela diz que não fala com Alsina desde então.

## Discografia

### Álbuns de estúdio
- Testimony (2014)
- This Thing Called Life (2015)
- "Forever And A Day" (2019)

EP
| Ano  | Álbum | Melhores posições | Melhores posições | Melhores posições | Melhores posições | Vendas                |
| Ano  | Álbum | EUA               | R&B/Hip Hop       | Rap               | CAN               | Vendas                |
| ---- | --- | ----------------- | ----------------- | ----------------- | ----------------- | --------------------- |
| 2014 | Testimony - Lançamento: 28 de abril de 2014 - Gravadora(s): Def Jam Recordings - Formato(s): CD, download digital                            | 2                 | 1                 | 1                 | 4                 | - EUA: Platina (RIAA) |
| 2015 | This Thing Called Life - Lançamento: 11 de dezembro de 2015 - Gravadora(s): Def Jam Recordings - Formato(s): CD, download digital            | 14                | 2                 | 2                 |                   |                       |
| 2020 | The Product III: State of Emergency - Lançamento: 26 de junho de 2015 - Gravadora(s): Empire Distribution - Formato(s): CD, download digital | 48                | 4                 |                   |                   |                       |

## Prêmios e Nomiações

### BET Awards
| Ano  | Trabalho          | Award                           | Resultado |
| ---- | ----------------- | ------------------------------- | --------- |
| 2014 | August Alsina     | Best Male R&B/Pop Artist        | Indicado  |
| 2014 | August Alsina     | Best New Artist                 | Venceu    |
| 2014 | "I Luv This Shit" | Best Collaboration              | Indicado  |
| 2014 | "I Luv This Shit" | Coca-Cola Viewers' Choice Award | Venceu    |
| 2015 | August Alsina     | Best Male R&B/Pop Artist        | Indicado  |
| 2015 | No Love (Remix)   | Best Collaboration              | Indicado  |